# 棉鼠亚科
棉鼠亚科（学名：Sigmodontinae）是啮齿目仓鼠科的一个亚科，分布于美洲。

## 种类
- 稻鼠族（Oryzomyini）
  - 稻鼠属（Oryzomys）
  - 加拉帕戈斯稻鼠属（Nesoryzomys）
  - 黑鼠属（Melanomys）
  - 稻水鼠属（Sigmodontomys）
  - 泳鼠属（Nectomys）
  - Amphinectomys
  - 小啸鼠属（Oligoryzomys）
  - 鬃鼠属（Neacomys）
  - 茎鼠属（Zygodontomys）
  - Lundomys
  - 泽鼠属（Holochilus）
  - 伪稻鼠属（Pseudoryzomys）
  - Microakodontomys
  - 屋鼠属（Oecomys）
  - 小稻鼠属（Microryzomys）
  - 厄瓜多尔鬃鼠属（Scolomys）
- 南美岭鼠族（Thomasomyini）
  - 哥伦比亚林鼠属（Chilomys）
  - 阔面仓鼠属（Abrawayaomys）
  - 下袍鼠属（Delomys）
  - 南美岭鼠属（Thomasomys）
  - 巴西岭鼠属（Wilfredomys）
  - Aepomys
  - 里约稻鼠属（Phaenomys）
  - 桠鼠属（Rhagomys）
  - 登鼠属（Rhipidomys）
- 红鼻鼠族（Wiedomyini）
  - 红鼻鼠属（Wiedomys）
- 南美原鼠族（Akodontini）
  - 南美原鼠属（Akodon）
  - 绯鼻鼠属（Bibimys）
  - 雷鼠属（Necromys）
  - 尖趾鼠属（Podoxymys）
  - 暖鼠属（Thalpomys）
  - 色鼠属（Abrothrix）
  - 裂爪鼠属（Chelemys）
  - 南美长爪鼠属（Notiomys）
  - Pearsonomys
  - 地鸣鼠属（Geoxus）
  - 巴西鼩鼠属（Blarinomys）
  - 鳞尾原鼠属（Juscelinomys）
  - 洞鼠属（Oxymycterus）
  - 秘鲁鼠属（Lenoxus）
  - Brucepattersonius
  - 南美水鼠属（Scapteromys）
  - 大长爪鼠属（Kunsia）
- 叶耳鼠族（Phyllotini）
  - 暮鼠属（Calomys）
  - 芜鼠属（Eligmodontia）
  - 缠尾鼠属（Andalgalomys）
  - 南美滩鼠属（Graomys）
  - 萨林鼠属（Salinomys）
  - 叶耳鼠属（Phyllotis）
  - Loxodontomys
  - 庭鼠属（Auliscomys）
  - 寂鼠属（Galenomys）
  - 灰鼠属（Chinchillula）
  - 秘鲁高原鼠属（Punomys）
  - 安第斯鼠属（Andinomys）
  - 智利鼠属（Irenomys）
  - 巴塔戈尼亚灰鼠属（Euneomys）
  - 颖鼠属（Neotomys）
  - 沟齿沙鼠属（Reithrodon）
- 棉鼠族（Sigmodontini）
  - 棉鼠属（Sigmodon）
- 渔鼠族（Ichthyomyini）
  - 食鱼鼠属（Neusticomys）
  - 涧鼠属（Rheomys）
  - 白耳渔鼠属（Anotomys）
  - 奇布查水鼠属（Chibchanomys）
  - 渔鼠属（Ichthyomys）